# Amatőr rádió
Az amatőr rádió elnevezés onnan ered, hogy ezeket a rádiókészülékeket engedélyezett rádióamatőrök használják, esetenként maguk a rádióamatőrök tervezik, építik.
Amatőr rádió alatt általában nem csak magát a rádiókészüléket, hanem a hozzá tartozó többi tartozékot is beleértjük (tápegység, antennahangoló, adóvégfok).
A rádióamatőr rádiókészülékek legfőbb jellemzője, hogy a rádióamatőrök részére kijelölt sávokban képesek kétirányú kommunikációra.

## Törvényi előírások[1]
15/2013. (IX.25.) NMHH rendelet szerint
4. §
(1) A kiadott amatőr engedély szerint az amatőrállomás
- a) egyéni,
- b) közösségi, vagy
- c) különleges amatőrállomás.

(2) Egyéni amatőrállomást egy természetes személy tart üzemben.
(3) Közösségi amatőrállomást rádióamatőr közösség tart üzemben.
(4) Különleges amatőrállomás az egyéni, illetve közösségi üzemben tartástól függetlenül:
- a) a rádióamatőr átjátszó állomás, amely alkalmas a különféle adásmódú, rádióamatőr célt szolgáló adás automatikus továbbítására azonos rádióamatőr sávon belül vagy különböző rádióamatőr sávok között;
- b) a rádióamatőr jeladó állomás, amely általában folyamatos működésű, felügyelet nélküli amatőrállomás egy adott helyen, és amely meghatározott időnként azonosító információt – a köztes időszakban modulálatlan vivőt – sugároz az elektromágneses hullámok terjedésének tanulmányozására, vizsgálatára, az amatőrállomás berendezéseinek ellenőrzésére vagy egyéb rádióamatőr tevékenység elősegítésére;
- c) a rádiós tájfutó versenyen elhelyezett amatőrállomás;
- d) a rádióamatőr kapuállomás, amely rádióamatőr átjátszó állomások vagy más rádióamatőr célú rendszer összekapcsolását megvalósító amatőrállomás;
- e) a rádióamatőr információt sugárzó amatőrállomás;
- f) a rádióforgalmi versenyen működtetett amatőrállomás (a továbbiakban: versenyállomás);
- g) a nemzeti ünnep, történelmi évforduló, közismert személyről való megemlékezés, vagy egyéb rendezvény alkalmából működtetett amatőrállomás (a továbbiakban együtt: alkalmi amatőrállomás).

(5)  Az amatőrállomás vagy annak fő berendezése
- a) a rádióberendezésekről szóló NMHH rendeletnek megfelelően kereskedelmi forgalomba hozott rádióberendezés vagy annak része, vagy
- b) CEPT NOVICE vagy CEPT HAREC fokozatú rádióamatőr engedéllyel rendelkező rádióamatőr által vagy rádióamatőr számára épített vagy átalakított berendezés

lehet.
Amatőr rádióengedélyt a szükséges – főként műszaki és rádióforgalmi – ismeretekből a hatóság előtt tett sikeres vizsga, rádióamatőr-vizsga után lehet megszerezni.
A CEPT típusú vizsga letétele egész Európában, és a világ legtöbb országában (az úgynevezett CEPT tagállamokban) jogosít amatőr rádióengedély megszerzésére. CEPT fokozatú amatőr rádióengedéllyel pedig a CEPT tagországaiban tett rövid látogatások alkalmával az amatőr külön engedély nélkül üzemeltetheti rádióállomását.
Ellentétben bármely más rádiószolgálattal, ahol a hatóság csak olyan rádióberendezések használatát engedélyezi, amelyeket előzetesen (akár egyedileg, akár típusvizsgálat formájában) megvizsgált és műszakilag megfelelőnek talált, az amatőr rádióengedély feljogosítja tulajdonosát arra, hogy rádióberendezését maga állítsa elő, vagy alakítsa át. Ezeket a berendezéseket nem kell előzetes hatósági vizsgának alávetni, megfelelőségükért az engedélyes amatőr a felelős.
A rádióamatőrök az amatőrködés „hőskorában” jellemzően maguk készítették a berendezéseiket, az utóbbi évtizedekben azonban professzionális rádiógyárak is nagy sorozatokban készítenek amatőr célokra (az amatőrök részére engedélyezett hullámsávokon és teljesítménnyel működő) adó-vevőket. Ezek a berendezések csak hatósági típusvizsgálat után hozhatók forgalomba.

## A rádióamatőrök számára kijelölt sávok
- 2200 méter (135 kHz)
- 630 méter (472-479 kHz)
- 160 méter (1,8 MHz)
- 80 méter (3,5 MHz)
- 60 méter (5,352-5,367 MHz)
- 40 méter (7 MHz)
- 30 méter (10 MHz)
- 20 méter (14 MHz)
- 17 méter (18 MHz)
- 15 méter (21 MHz)
- 12 méter (24 MHz)
- 10 méter (28 MHz)
- 6 méter (50 MHz)
- 2 méter (144 MHz)
- 70 cm (430 MHz)
- 23 cm (1,2 GHz)
- 13 cm (2,4 GHz)
- 6 cm (5,6 GHz)
- 3 cm (10 GHz)
- 12 mm (24 GHz)
- 6 mm (47 GHz)
- 4 mm (75 GHz)
- 3 mm (120 GHz)
- 2 mm (135 GHz)
- 1,2 mm (240 GHz)

A rádióamatőr előszeretettel beszél méterben a Hz helyett, mert ebből már nagyságrendileg tudja, milyen méretű antennára van szüksége az adott sávon történő forgalmazáshoz.
A fenti sávok közül rövidhullámon a 80, 40, 30, 20, 17, 15, 12, 10 méteres sávok, ultrarövidhullámon a 2 méteres és 70 cm-es sávok a legnépszerűbbek. 160 méteren és 23 cm-en is sok rádióamatőrrel találkozhatunk, főleg különleges rádióamatőr aktivitások, például versenyek vagy kitelepülések alkalmával.